# Acaena pringlei
Acaena pringlei é uma espécie de rosácea do gênero Acaena, pertencente à família Rosaceae.